# Бартко, Роберт
Роберт Бартко (нем. Robert Bartko, род. 23 декабря 1975 в Потсдаме, ГДР) — германский профессиональный трековый и шоссейный велогонщик. Двукратный олимпийский чемпион 2000 года в командной и индивидуальной гонках преследования. Многократный чемпион мира и победитель этапов Кубка мира UCI на треке.

## Победы на треке
| 1994 - Чемпион Германии, командная гонка преследования 1995 - Чемпион Германии, командная гонка преследования 1996 - Чемпион Германии, командная гонка преследования 1997 - Кубок мира UCI, Фьоренцуола-д’Арда, ком. гонка преследования — 2-е место 1998 - Чемпионат мира - Командная гонка преследования — 2-е место - Индивидуальная гонка преследования — 3-е место - Кубок мира UCI, Берлин: - Инд. гонка преследования — 1-е место - Ком. гонка преследования — 1-е место 1999 - Чемпионат мира - Командная гонка преследования — чемпион (с Йенсом Леманом, Даниэлем Бекке и Гвидо Фульстом) - Индивидуальная гонка преследования — чемпион 2000 - Олимпийские игры - Индивидуальная гонка преследования — чемпион - Командная гонка преследования — чемпион (с Йенсом Леманом, Даниэлем Бекке и Гвидо Фульстом) - Чемпионат Германии, командная гонка преследования 2004 - Чемпионат мира, инд. гонка преследования — 3-е место - Кубок мира UCI, Москва, инд. гонка преследования — 1-е место - 6-дневная велогонка, Берлин — 1-е место 2004—2005 - Кубок мира UCI, Лос-Анджелес: - Инд. гонка преследования — 1-е место - Ком. гонка преследования — 1-е место - Мэдисон — 1-е место 2005 - Чемпионат мира, инд. гонка преследования — чемпион - Чемпионат Германии - Индивидуальная гонка преследования — чемпион - Командная гонка преследования — чемпион - Мэдисон — чемпион - 6-дневная велогонка: Бремен, Мюнхен — 1-е место 2006 - Чемпионат мира, инд. гонка преследования — чемпион - Чемпионат Германии - Индивидуальная гонка преследования — чемпион - Командная гонка преследования — чемпион - Мэдисон — чемпион - 6-дневная велогонка: Гент, Штутгарт — 1-е место | 2006—2007 - Кубок мира UCI, Москва, инд. гонка преследования — 1-е место 2007 - Чемпионат мира, инд. гонка преследования — 2-е место - Чемпионат Германии - Индивидуальная гонка преследования — чемпион - Командная гонка преследования — чемпион - 6-дневная велогонка: Гент, Амстердам, Роттердам — 1-е место 2008 - Чемпионат Европы, омниум — 2-е место - Чемпионат Германии - Индивидуальная гонка преследования — чемпион - Командная гонка преследования — чемпион - Мэдисон — чемпион - Дерни — чемпион - 6-дневная велогонка: Бремен, Штутгарт, Гент 2008—2009 - Кубок мира UCI, Копенгаген, мэдисон — 1-е место 2009 - Чемпионат Европы - Мэдисон — чемпион (с Рогером Клюге) - Омниум — 2-е место - Чемпионат Германии, командная гонка преследования - 6-дневная велогонка: Берлин, Амстердам, Апельдорн — 1-е место 2009—2010 - Кубок мира UCI, Манчестер, мэдисон — 2-е место 2010 - Чемпион Германии, командная гонка преследования - 6-дневная велогонка: Амстердам, Цюрих — 1-е место 2011 - 6-дневная велогонка: Берлин, Бремен, Гент — 1-е место 2012 - 6-дневная велогонка: Бремен — 1-е место 2014 - 6-дневная велогонка: Копенгаген — 1-е место |

## Спортивные достижения на шоссе
| 1999 - Тур Саксонии — этап 5b 2002 - Тур Нижней Саксонии — этап 5 и 2-е место в общем зачёте 2003 - Тур Люксембурга — этап 4 - Тур Бельгии — 3-е место в общем зачёте 2004 - Три дня Западной Фландрии — пролог и генеральная классификация | 2005 - Тур Венгрии — этап 1 2007 - Чемпионат Германии, индивидуальная гонка на время — 3-е место 2008 - Тур Берлина |